# Sharon Case
Sharon Case (Detroit, 9 de fevereiro de 1971) é uma atriz e ex-modelo estadunidense. Ela é mais conhecida por seus papéis nas novelas General Hospital e As the World Turns.  Em 1994, assumiu o papel de Sharon Newman em The Young and the Restless da CBS, ganhando um Emmy Award de melhor atriz coadjuvante por sua atuação.

## Vida pessoal
Desde maio de 2019, Case namora com Mark Grossman, que interpreta Adam Newman em The Young and the Restless.

## Filmografia

### Televisão
| Ano          | Título                     | Papel                   | Nota(s)                                                          | Ref.  |
| ------------ | -------------------------- | ----------------------- | ---------------------------------------------------------------- | ----- |
| 1989–90      | General Hospital           | Dawn Winthrop           | Papel recorrente                                                 |       |
| 1990         | Doogie Howser, M.D.        | Garota Loira            | Episódio: "Ask Dr. Doogie"                                       |       |
| 1991         | Diplomatic Immunity        | Ellen Hickel            |                                                                  |       |
| 1991         | Beverly Hills, 90210       | Darla Dillon            | Episódio: "April Is The Cruelest Month" Episódio: "Spring Dance" |       |
| 1991         | Parker Lewis Can't Lose    | Donna Sue Horton Joanne | Episódio: "Future Shock" Episódio: "My Fair Shelly"              |       |
| 1991         | Cheers                     | Bride                   | Episódio: "Go Make"                                              | [ 5 ] |
| 1992         | Silk Stalkings             | Bonnie Abagail West     | Episódio: "Working Girl"                                         | [ 5 ] |
| 1992–93      | As the World Turns         | Debbie Simon            |                                                                  |       |
| 1994–present | The Young and the Restless | Sharon Newman           |                                                                  |       |
| 1994         | Valley of the Dolls        | Anne Welles             |                                                                  |       |
| 2009         | Poor Paul                  | Lisa                    | Web series                                                       |       |
| 2014         | Hell's Kitchen             | Ela mesma               | Episodio: "17 Chefs Compete"                                     |       |